# Demonax fochi
Demonax fochi là một loài bọ cánh cứng trong họ Cerambycidae.